# Halopteris plumosa
Halopteris plumosa is een hydroïdpoliepensoort uit de familie van de Halopterididae. De wetenschappelijke naam van de soort is voor het eerst geldig gepubliceerd in 2012 door Galea & Schories.